# Heinkel He 118
Heinkel He 118 – niemiecki bombowiec, zaprojektowany jako konkurent dla Junkersa Ju 87, jednak nie został zamówiony przez Luftwaffe.

## Historia
Zaprojektowany przez braci Günter, jako konwencjonalny jednopłat z odwróconym skrzydłem mewy. Początkowo projektowany był równolegle z myśliwcem He 112 i początkowo oznaczany był jako He 113. Oblot prototypu He 118V1 odbył się zimą 1935/36. Zastosowano w nim angielski 12-cylindrowy, rzędowy, chłodzony cieczą silnik Rolls-Royce Buzzard o mocy startowej 621 kW napędzający trójłopatowe śmigło o zmiennym skoku. W drugim prototypie zastosowano silnik DB-600 o mocy startowej 647 kW. Pierwsze testy wykazały konieczność wniesienia poprawek korygujących niezadowalającą stateczność oraz sterowność. Osiągnięto wówczas w locie poziomym prędkość 435 km/h. Technisches Amt złożył zamówienie na 10 egzemplarzy przedprodukcyjnych zarówno w firmie Heinkel, jak i Junkers.
Wraz z początkiem czerwca 1936 roku Ju-87V2 i He-118V2 zostały zaprezentowane przedstawicielom Technisches Amt i RLM w ośrodku badawczym w Rechlinie. Pokaz pilotowanego przez kpt. Heinrichsa prototypu okazał się niepowodzeniem. Konkurencyjny Ju-87 umożliwiał nurkowanie niemal pod kątem prostym, podczas gdy Heinkel nie przekroczył nawet 50°. Tym samym zapadła decyzja o wprowadzeniu do produkcji konstrukcji Junkersa. Ówczesny kierownik Technisches Amt, płk Ernst Udet nalegał jednak na ponowną próbę możliwości He-118, która zakończyła się dla niego skokiem ze spadochronem i rozbiciem samolotu. Przypieczętowało to los samolotu. Ostatecznie dwa egzemplarze zamówiło lotnictwo Japonii, gdzie były testowane pod oznaczeniem DXHe1, a efektem badań prowadzonych na tych samolotach było rozpoczęcie produkcji japońskiego Yokosuka D4Y Suisei. Samoloty serii przedprodukcyjnej wykorzystano do różnych testów i skierowano je do szkół lotniczych.